# 大内俊身
大内 俊身（おおうち としみ、1941年11月26日 - ）は、日本の裁判官、法務官僚。法務省民事局参事官や、最高裁判所上席調査官等を経て、東京高等裁判所部総括判事を務めた。

## 人物・経歴
1964年東北大学法学部卒業。仙台地方裁判所判事補、法務大臣官房訟務部付、東京地方裁判所判事補、法務省民事局付、法務省民事局参事官、東京地方裁判所判事、東京高等裁判所判事、最高裁判所上席調査官、東京地方裁判所部総括判事を経て、1998年青森地方裁判所長。2000年仙台高等裁判所部総括判事。2002年東京高等裁判所部総括判事。2007年公益認定等委員会委員。2010年セイコーホールディングス取締役。

## 裁判
- 第三次厚木基地騒音訴訟で、基地騒音訴訟としては過去最高額となる、40億円余りの国の損害賠償責任を認めた[6]。

## 著書
- 『新しい区分所有に関する登記の実務』（青山正明と共編著）テイハン 1984